# Station Kotuń
Station Kotuń is een spoorwegstation in de Poolse plaats Kotuń.